# أزول مقاطعة بوينس آيرس (مدينة)
أزول، مقاطعة بوينس آيرس (بالإسبانية: Azul, Buenos Aires Province) هي مدينة تقع في الأرجنتين في Azul Partido. يقدر عدد سكانها بـ 56,719 نسمة وترتفع عن سطح البحر 137 متر.

## المناخ
يظهر الجدول التالي التغييرات المناخية على مدار السنة لأزول، مقاطعة بوينس آيرس:
| البيانات المناخية لـأزول، مقاطعة بوينس آيرس                                                             | البيانات المناخية لـأزول، مقاطعة بوينس آيرس | البيانات المناخية لـأزول، مقاطعة بوينس آيرس | البيانات المناخية لـأزول، مقاطعة بوينس آيرس | البيانات المناخية لـأزول، مقاطعة بوينس آيرس | البيانات المناخية لـأزول، مقاطعة بوينس آيرس | البيانات المناخية لـأزول، مقاطعة بوينس آيرس | البيانات المناخية لـأزول، مقاطعة بوينس آيرس | البيانات المناخية لـأزول، مقاطعة بوينس آيرس | البيانات المناخية لـأزول، مقاطعة بوينس آيرس | البيانات المناخية لـأزول، مقاطعة بوينس آيرس | البيانات المناخية لـأزول، مقاطعة بوينس آيرس | البيانات المناخية لـأزول، مقاطعة بوينس آيرس | البيانات المناخية لـأزول، مقاطعة بوينس آيرس |
| الشهر                                                                                                   | يناير                                       | فبراير                                      | مارس                                        | أبريل                                       | مايو                                        | يونيو                                       | يوليو                                       | أغسطس                                       | سبتمبر                                      | أكتوبر                                      | نوفمبر                                      | ديسمبر                                      | المعدل السنوي                               |
| --- | ------------------------------------------- | ------------------------------------------- | ------------------------------------------- | ------------------------------------------- | ------------------------------------------- | ------------------------------------------- | ------------------------------------------- | ------------------------------------------- | ------------------------------------------- | ------------------------------------------- | ------------------------------------------- | ------------------------------------------- | ------------------------------------------- |
| الدرجة القصوى °م (°ف)                                                                                   | 40.3 (104.5)                                | 37.8 (100.0)                                | 36.7 (98.1)                                 | 33.9 (93.0)                                 | 29.5 (85.1)                                 | 24.3 (75.7)                                 | 26.2 (79.2)                                 | 33.0 (91.4)                                 | 30.9 (87.6)                                 | 33.3 (91.9)                                 | 35.5 (95.9)                                 | 40.6 (105.1)                                | 40.6 (105.1)                                |
| متوسط درجة الحرارة الكبرى °م (°ف)                                                                       | 29.2 (84.6)                                 | 28.1 (82.6)                                 | 25.0 (77.0)                                 | 21.2 (70.2)                                 | 17.1 (62.8)                                 | 13.6 (56.5)                                 | 13.4 (56.1)                                 | 15.2 (59.4)                                 | 17.8 (64.0)                                 | 20.2 (68.4)                                 | 23.9 (75.0)                                 | 27.3 (81.1)                                 | 21.0 (69.8)                                 |
| المتوسط اليومي °م (°ف)                                                                                  | 21.3 (70.3)                                 | 20.3 (68.5)                                 | 17.6 (63.7)                                 | 13.9 (57.0)                                 | 10.3 (50.5)                                 | 7.5 (45.5)                                  | 7.3 (45.1)                                  | 8.4 (47.1)                                  | 10.8 (51.4)                                 | 13.7 (56.7)                                 | 16.8 (62.2)                                 | 19.8 (67.6)                                 | 14.0 (57.2)                                 |
| متوسط درجة الحرارة الصغرى °م (°ف)                                                                       | 13.8 (56.8)                                 | 13.4 (56.1)                                 | 11.5 (52.7)                                 | 7.9 (46.2)                                  | 4.9 (40.8)                                  | 2.5 (36.5)                                  | 2.3 (36.1)                                  | 2.8 (37.0)                                  | 4.5 (40.1)                                  | 7.5 (45.5)                                  | 9.9 (49.8)                                  | 12.4 (54.3)                                 | 7.8 (46.0)                                  |
| أدنى درجة حرارة °م (°ف)                                                                                 | 2.1 (35.8)                                  | 2.0 (35.6)                                  | −1.7 (28.9)                                 | −4.0 (24.8)                                 | −7.2 (19.0)                                 | −10.1 (13.8)                                | −10.1 (13.8)                                | −8.8 (16.2)                                 | −8.6 (16.5)                                 | −5.0 (23.0)                                 | −3.9 (25.0)                                 | −1.6 (29.1)                                 | −10.1 (13.8)                                |
| الهطول مم (إنش)                                                                                         | 114.5 (4.51)                                | 92.0 (3.62)                                 | 131.2 (5.17)                                | 85.1 (3.35)                                 | 61.9 (2.44)                                 | 41.6 (1.64)                                 | 44.8 (1.76)                                 | 44.8 (1.76)                                 | 60.8 (2.39)                                 | 97.7 (3.85)                                 | 93.9 (3.70)                                 | 105.0 (4.13)                                | 973.3 (38.32)                               |
| متوسط أيام هطول الأمطار (≥ 0.1 mm)                                                                      | 9                                           | 7                                           | 9                                           | 7                                           | 7                                           | 6                                           | 6                                           | 6                                           | 6                                           | 10                                          | 10                                          | 10                                          | 93                                          |
| متوسط الرطوبة النسبية (%)                                                                               | 71                                          | 75                                          | 79                                          | 81                                          | 83                                          | 84                                          | 84                                          | 79                                          | 76                                          | 78                                          | 75                                          | 72                                          | 78                                          |
| ساعات سطوع الشمس الشهرية                                                                                | 235.6                                       | 231.7                                       | 198.4                                       | 183.0                                       | 158.1                                       | 108.0                                       | 117.8                                       | 158.1                                       | 177.0                                       | 192.2                                       | 222.0                                       | 229.4                                       | 2٬211٫3                                     |
| نسبة وصول أشعة الشمس                                                                                    | 53                                          | 60                                          | 52                                          | 55                                          | 50                                          | 38                                          | 39                                          | 47                                          | 50                                          | 47                                          | 52                                          | 51                                          | 50                                          |
| المصدر #1: NOAA                                                                                         |                                             |                                             |                                             |                                             |                                             |                                             |                                             |                                             |                                             |                                             |                                             |                                             |                                             |
| المصدر #2: Servicio Meteorológico Nacional (precipitation days 1961–1990 and extremes), UNLP (sun only) |                                             |                                             |                                             |                                             |                                             |                                             |                                             |                                             |                                             |                                             |                                             |                                             |                                             |

## توأمة
لأزول، مقاطعة بوينس آيرس (مدينة) اتفاقيات توأمة مع:
- ألكالا دي إيناريس (يونيو 2011 - )[8]

## أعلام
- روبرتو انطونيو ناني
- ميغيل إتشيكولاتز
- نيكولاس فرانكو
- خوليو بولبوتشان
- كارلوس كليتنيكي